# Kundapur (taluk)
Kundapur là một taluk thuộc huyện Udupi, bang Karnataka, Ấn Độ. Thị trấn Kundapur chính là thủ phủ của taluk này.

## Hình ảnh

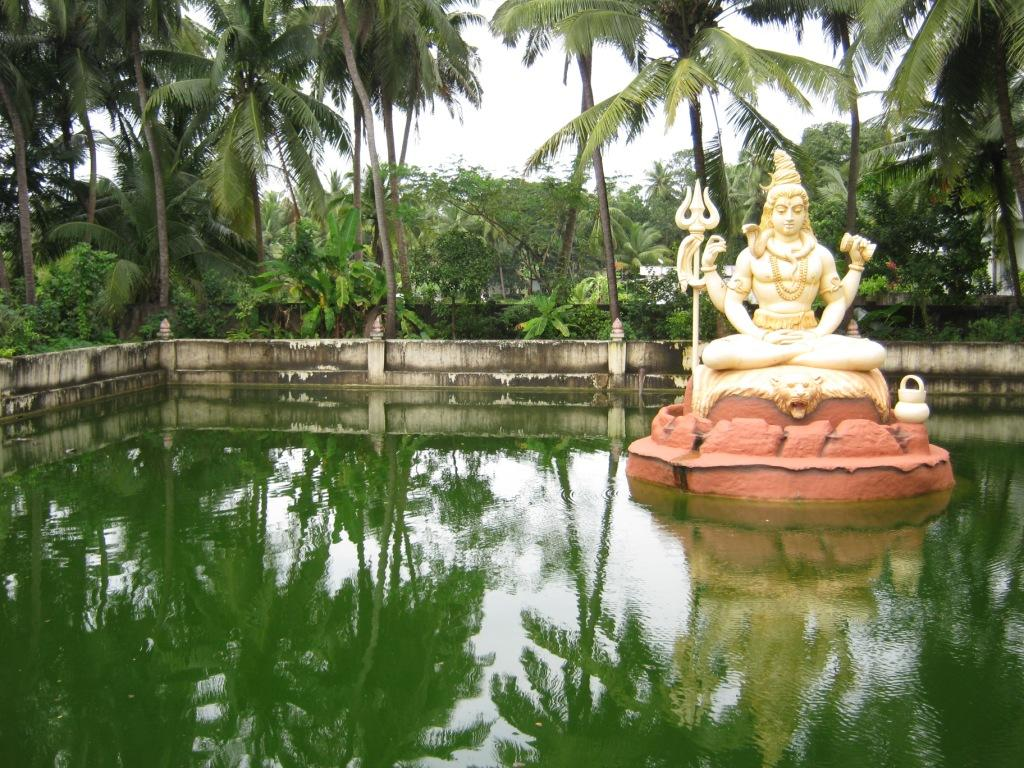
Lake near Sri Kundeshwara Temple
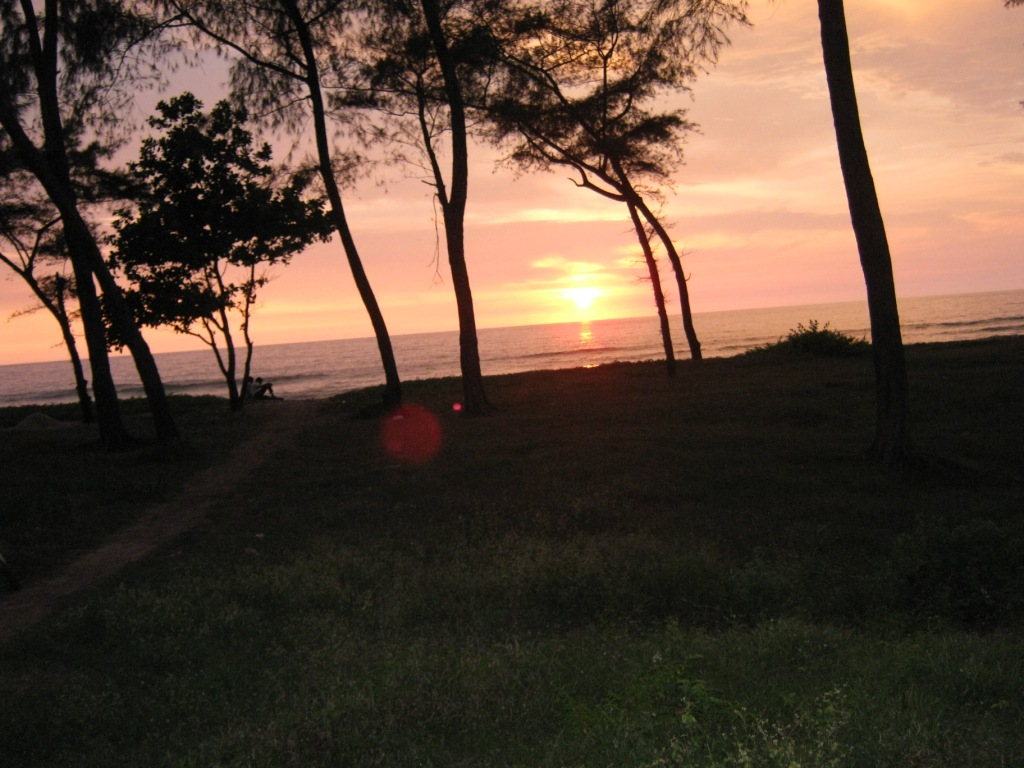
Kodi Beach
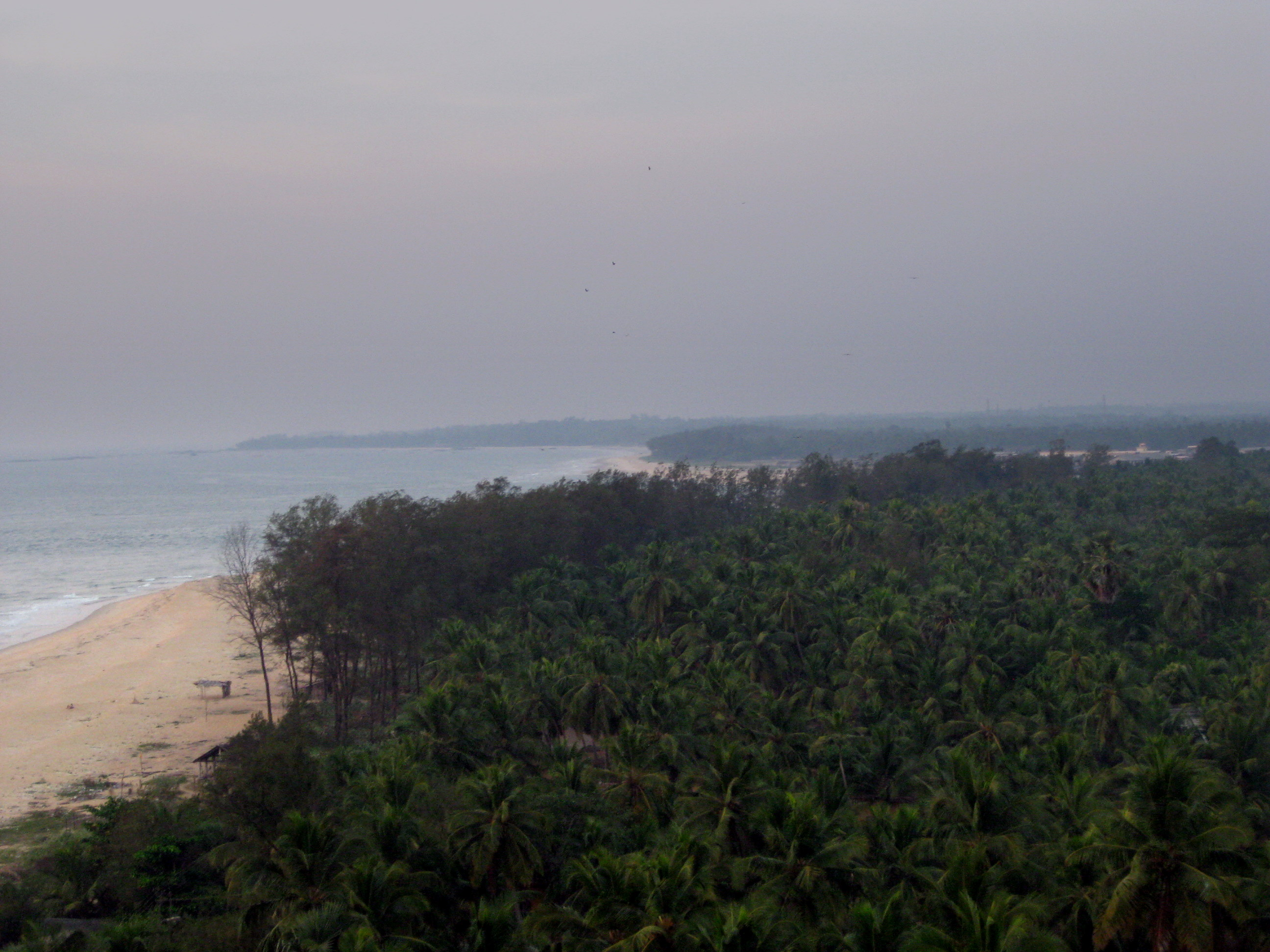
View from Kundapur Light House
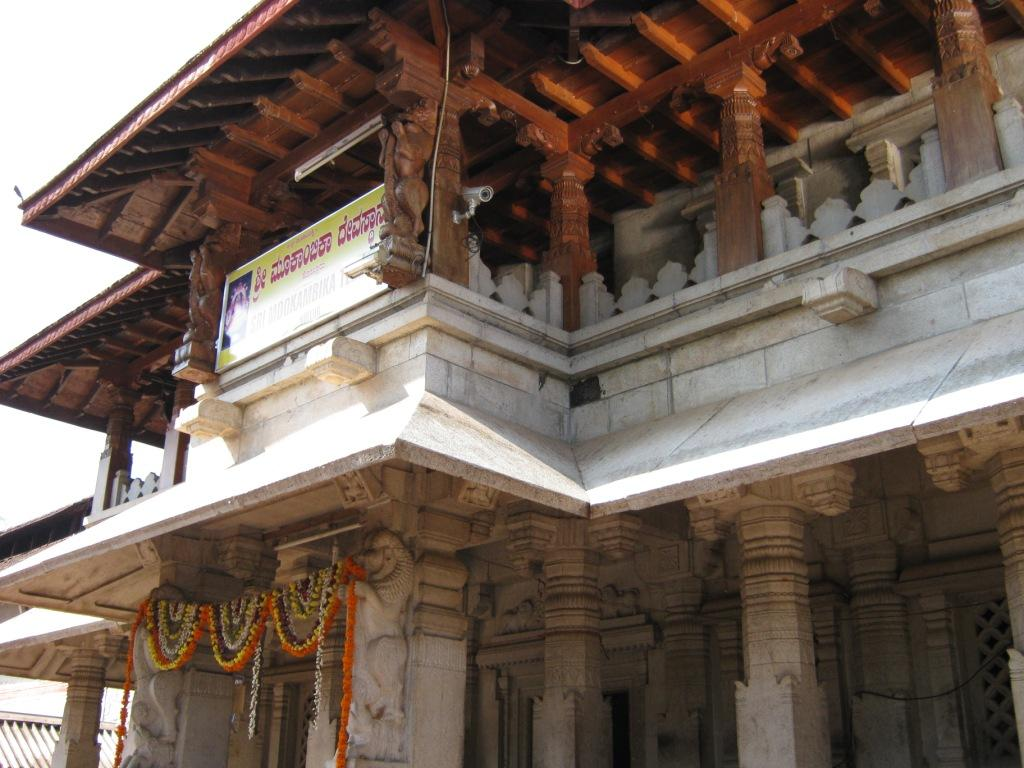
Sri Mookambika Temple
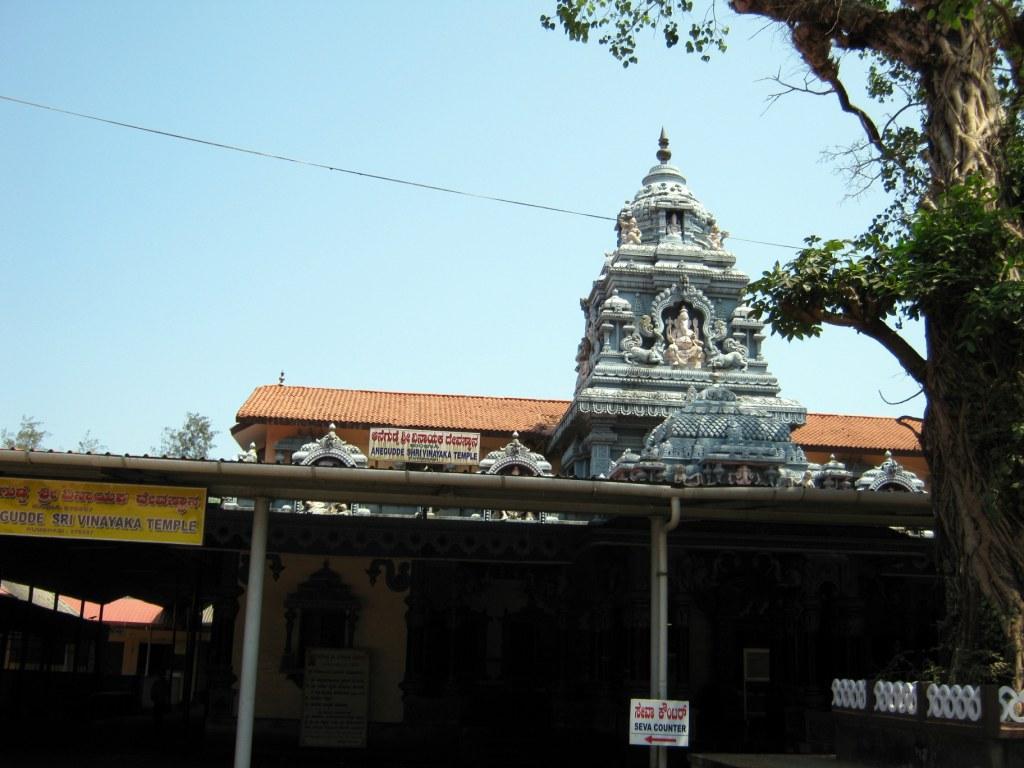
Anegudde Sri Vinayaka Temple, Kumbashi
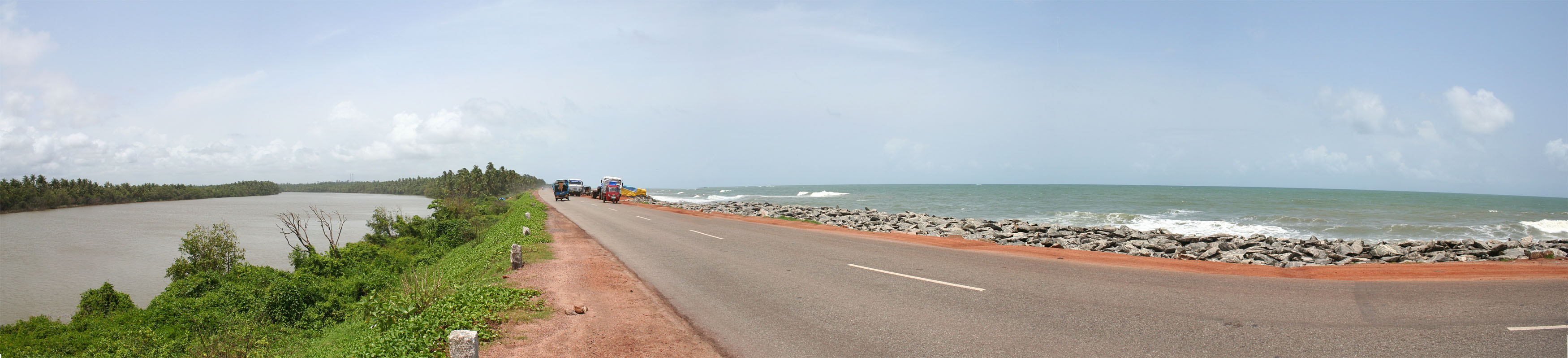
NH17 near Maravanthe